# Mittlerer Rofenbergkopf
De Mittlere Rofenbergkopf is een 3113 meter hoge bergtop in de Ötztaler Alpen in het Oostenrijkse Tirol.
De berg ligt in de Weißkam en de laagste benoemde top van de Rofenbergköpfe. De berg wordt soms ook wel Östliche Rofenbergkopf genoemd, om verwarring met de Südliche Rofenbergkopf, die daadwerkelijk de middelste van de Rofenbergköpfe is (de 3010 meter hoge Obere Rofenberg niet meegerekend), te voorkomen. Een beklimming naar de top van de berg begint vaak bij de berghut Schutzhaus zur schönen Aussicht (Rifugio Bella Vista, 2842 meter), gelegen vlak over de grens met het Italiaanse Zuid-Tirol.